# Gynnidomorpha
Gynnidomorpha is een geslacht van vlinders van de familie bladrollers (Tortricidae), uit de onderfamilie Tortricinae.

## Soorten
- G. alismana - Alismabladroller (Ragonot, 1883)
- G. luridana (Gregson, 1870)
- G. mesoxutha Turner, 1916
- G. minimana - Kartelbladbladroller (Caradja, 1916)
- G. permixtana - Ratelaarbladroller (Denis & Schiffermüller, 1775)
- G. rubricana (Peyerimhoff, 1877)
- G. vectisana - Zwartstipbladroller (Humphreys & Westwood, 1845)